# La Chaussée-Saint-Victor
La Chaussée-Saint-Victor – miejscowość i gmina we Francji, w Regionie Centralnym, w departamencie Loir-et-Cher.
Według danych na rok 2009 gminę zamieszkiwało 4207 osób, a gęstość zaludnienia wynosiła 635 osób/km².